# 惠来城隍庙
惠来城隍庙，位于中国广东省揭阳市惠来县惠城镇，为惠来县的一个县级文物保护单位，类型为古建筑，公布时间为1985年7月。
惠来城隍庙的历史年代为明代。